# معركة يوتيكا
دارت  معركة يوتيكا  في عام 203 ق.م بين الرومان والقرطاجيين خلال الحرب البونيقية الثانية. حدثت المعركة عندما فاجأ القائد الروماني سكيبيو الإفريقي قوات ضخمة من القرطاجيين وحلفائهم النوميديين ودمرها، في موقع لا يبعد كثيراً عن وادي نهر مجردة في تونس الحديثة. حقق سكيبيو بذلك نصراً استراتيجياً هاماً، حوّل تركيز المتحاربين في إيطاليا وأيبيريا إلى إفريقية، وأسهم إلى حد كبير في تحقيق النصر النهائي لروما على القرطاجيين.

## الغزو الروماني لإفريقية (204 ق.م)
بعد سلسلة من الهزائم الثقيلة للرومان أمام حنبعل في إيطاليا. سادت فكرة نقل الحرب إلى قرطاجنة لإجبار القرطاجيين على العودة للدفاع عن موطنهم. في عام 205 ق.م، تعرض الرومان في إيطاليا لهجومين الأول من حنبعل الذي كان قد بدأت قواته تتلاشى تدريجياً وبدأ في خسارة حلفائه، والآخر من صدربعل برقا الذي كان هُزم بعد ذلك في معركة ميتوريوس. كانت القوات القرطاجية قد غادرت صقلية وأيبيريا للانضمام للقوات القرطاجية في شبه الجزيرة الإيطالية. بسقوط سرقوسة وإعادة فتح أجزاء أخرى من صقلية بعد كاناي، أصبح للرومان قاعدة مناسبة لشن الهجمات البحرية على قرطاجنة. استطاع الرومان تنفيذ عدد من الهجمات على إفريقية في أعوام 208 ق.م و 207 ق.م و 205 ق.م.
في عام 206 ق.م، استطاع سكيبيو طرد القرطاجيين نهائياً من أيبيريا بعد معركة إليبا، شغلته بعد ذلك فكرة أن يجعل إفريقية هدفه التالي، ولتحقيق ذلك سعى للتحالف مع صيفاقس أحد أقوى الحكام النوميديين في ذلك الوقت والعدو القديم لقرطاجنة حتى قبل أن حصل على إذن روما لغزو إفريقية في المستقبل. وعلى الرغم من انتخاب سكيبيو الإفريقي قنصلاً لعام 205 ق.م، إلا أنه واجه صعوبة كبيرة لإقناع مجلس الشيوخ الروماني بالموافقة على طلبه بغزو إفريقية. كان أكبر معارض له هو فابيوس ماكسيموس، الذي زعم بأن الحملة على إفريقية ستكون مخاطرة كبيرة جداً، بل وطالب بأن يكون هدف الرومان الرئيسي هو محاربة حنبعل في قلورية. في النهاية، تمكن سكيبيو من إقناع أعضاء مجلس الشيوخ أن خطته هي السبيل الأمثل لإجبار القرطاجيين على الخروج من إيطاليا. ومع ذلك، لم يحصل على ما يكفي من الموارد، فأمضى العام في تجهيز جيشه.
أدرك القرطاجيون هدف سكيبيو، عندما أرسل سكيبيو أسطولاً بقيادة جايوس لايلوس لمهاجمة هيبو ريجيوس على الساحل الإفريقي، غرب قرطاجنة في عام 205 ق.م. حاول القرطاجيون منع حدوث هذا الغزو الروماني، عن طريق إقناع الملك فيليب الخامس المقدوني بغزو صقلية، إلا أنهم لم يوفقوا في ذلك. لم تكن التعزيزات التي أرسلت إلى قادتهم في ليغوريا وقلوريةكافية لجعل الحرب تستمر في إيطاليا. كما لم يثن تحالف صيفاقس مع القرطاجيين بعد زواجه من صفنبعل ابنة صدربعل جيسكو، سكيبيو عن عزمه غزو إفريقية.
بدأ الغزو في عام 204 ق.م، بعد أن نقلت مئات السفن 35,000 جندي روماني إلى إفريقية. حط الجيش الروماني على بعد 35 كم غرب قرطاجنة. أربك وصول سكيبيو القرطاجيين، وخاصة مع أعمال السلب والنهب التي قام بها الرومان، مما أفزع السكان. كان قائد المقاومة القرطاجية هو صدربعل جيسكو، الذي أرسل قوة كبيرة من الفرسان لوقف أعمال النهب ومواجهة الرومان، إلا أن الرومان دمروا تلك القوة. تلقى سكيبيو بعد ذلك، تعزيزات من قبل الأمير النوميدي ماسينيسا وزعيم إحدى القبائل النوميدية والذي كان يطمع في ملك صيفاقس.

## حصار يوتيكا
بعد أن جمع الغنائم الوفيرة والعبيد، قرر سكيبيو غزو «يوتيكا». كان قصده من الاستيلاء على المدينة هو جعلها قاعدة لعملياته التالية. صمدت جدران المدينة في الهجوم الأول، فأضطر الرومان لضرب الحصار على المدينة. أنهى ظهور جيشين كبيرين الحصار مبكراً، كانت تلك القوات هي جيشي صدربعل جيسكو وزوج إبنته صيفاقس. بلغ جيش صدربعل أكثر من 30,000 جندي وأكثر من ضعف هذا العدد مع صيفاقس، ولكن تعتبر هذه الأرقام مبالغ فيها من قبل الباحثين المعاصرين. أضطر سكيبيو للانسحاب، ولكنه لم يبتعد عن يوتيكا. حصن سكيبيو موقعه، وجهز معسكره ليقضي فيه الشتاء، معتمداً على الإمدادات التي تم إرسالها له من صقلية وسردينيا وأيبيريا. أقام صدربعل وصيفاقس معسكريهما بالقرب من معسكر سكيبيو.

## التفاوض من أجل السلام
طوال الشتاء، واصل القرطاجيون حشد قواتهم، وأعدوا أسطولاً ليقطع طرق الإمداد ولفرض حصار كامل على الجيش الروماني، كما كانوا ينتظرون وصول الجنود المرتزقة من ليغوريا وأيبيريا. توقفت لناوشات بين الطرفين، بعد سعي صيفاقس لتحقيق المصالحة. قبل صدربعل جيسكو الشروط المقترحة، التي تنص على أن يقوم كل من روما وقرطاجنة بسحب جيوشها من إفريقية وإيطاليا على التوالي. لم تتوقف استعدادات الطرفين العسكرية. لم يكن السلام في ظل هذه الظروف هو هدف سكيبيو في مفاوضاته مع صيفاقس. ففي البداية، استعمل المفاوضات كغطاء لمحاولة كسب النوميديين في صف الرومان، لكن هذه المحاولات لم تكن ذات جدوى. مع ذلك، واصل القائد الروماني إرسال الرسل للمعسكر النوميدي، لتضليل العدو ليعتقدوا أنه يحس بالخطر، وبالتالي فهو حريص على إبرام السلام، وليستطلع موقف وتنظيم عدوه. اختار سكيبيو مبعوثيه لهذه المهمة بعناية، الذين أخبروه بأن المعسكرين يتكونان في الأساس من أكواخ مبنية من الخشب والقصب وغيرها من المواد القابلة للاشتعال.

## إحراق المعسكر القرطاجي
مع بداية الربيع، قرر سكيبيو أن يشن هجوماً. وضع سكيبيو 2,000 جندي أعلى تلة تطل على يوتيكا لخداع كشافة العدو بأنه يستعد للهجوم على المدينة، وترك مجموعة صغيرة من الجنود لحراسة المعسكر الروماني ضد هجوم محتمل من المدافعين عن المدينة، ثم سار بقواته ليلاً أكثر من 10 كم، حتى وصل لمعسكري صدربعل جيسكو وصيفاقس قبل الفجر. قسّم سكيبيو جيشه إلى نصفين، ثم أمر لايلوس وفرسان ماسينيسا النوميديين بإشعال النيران وتدمير معسكر صيفاقس. لم يترك لايلوس وماسينيسا فرصة لجنود صيفاقس للهرب. انتشرت النيران بسهولة واجتاحت المعسكر بأكمله. حاصر الرومان بوابات المعسكر، وذبحوا كل من حاول الهروب، نفس الشئ حدث مع معسكر صدربعل. استطاع القائدان القرطاجي والنوميدي الهرب مع مجموعة صغيرة من جنودهما.

## النتائج
عانى القرطاجيون من خسائر فادحة، قدر بعض المؤرخين الخسائر بـ 30,000  إلى 40,000 قتيل، ونحو 5,000 أسير. أصبح الطريق مفتوحاً أمام سكيبيو لشن هجمات جديدة في فصل الصيف، والتي نتج عنها معركة السهول الكبرى والتي انتهت بهزيمة ساحقة لصدربعل جيسكو وصيفاقس. إضطر القرطاجيون للإرسال في طلب جيوشهم من إيطاليا، استعداداً للمواجهة الأخيرة أمام الرومان في إفريقية، والتي انتهت بهزيمة أنهت الحرب في عام 202 ق.م